# Fritz Willy Fischer
Fritz Willy Fischer, eigentlich Friedrich Wilhelm Heinrich Christoph Fischer Edler von Güllern, (* 21. September 1903 in Salzburg; † 12. Februar 1963 ebenda) war ein österreichischer Maler, Journalist, Schriftsteller und Antiquitätenhändler.

## Leben

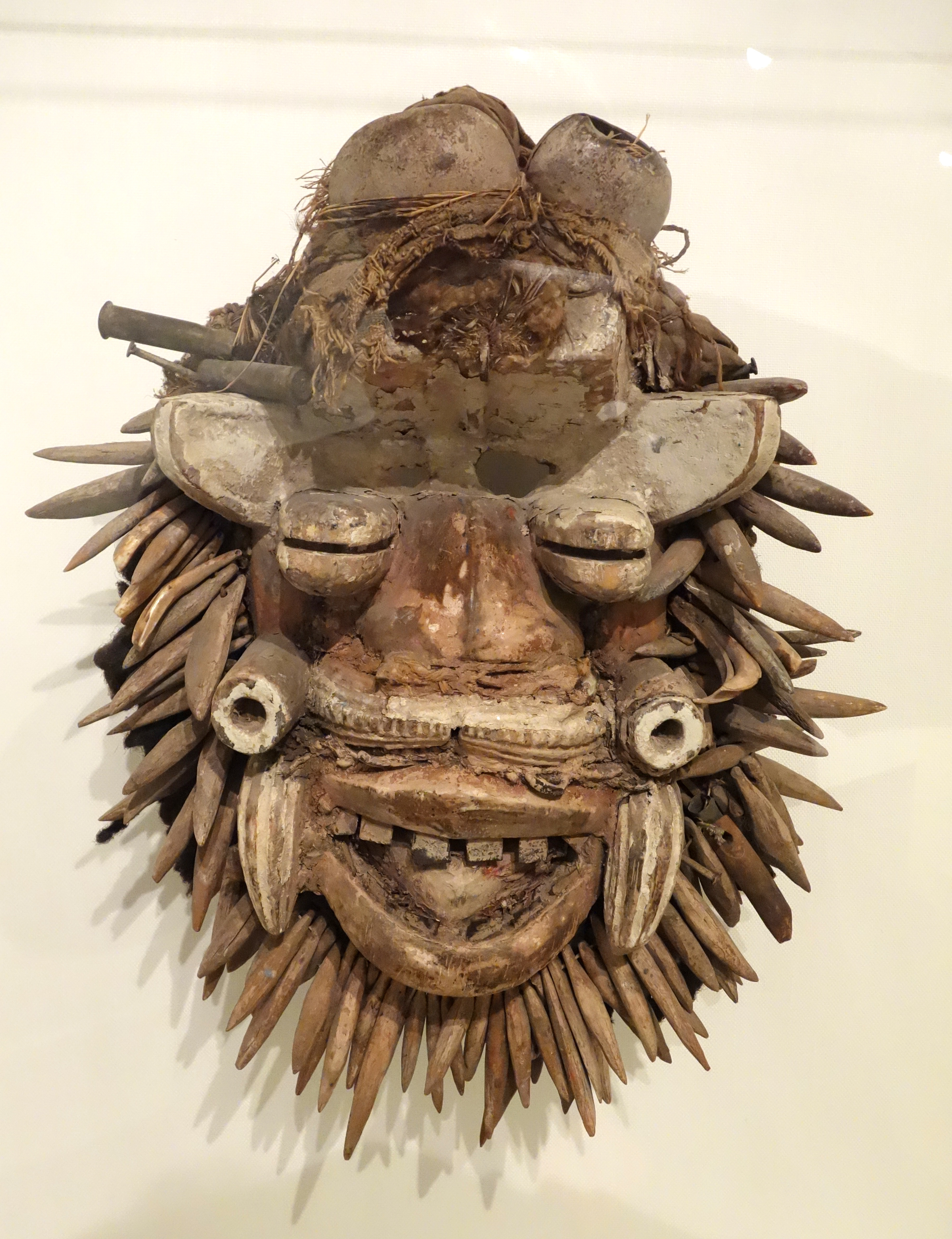
„Die Maske des Gla“ war Inspiration und Titelspender für Fischers Roman

Fritz Willy Fischer wurde vor allem von seinem Adoptivvater Adolph Johannes Fischer sowie anschließend zwei, drei Semester lang an der Wiener Kunstgewerbeschule zum Maler ausgebildet. Zu Beginn der 1930er Jahre hat Fritz Willy Fischer zahlreiche Porträts gezeichnet, von denen vor allem jenes – des zwischen 1918 und 1931 in Salzburg lebenden – Schriftstellers Andreas Latzko von den Zeitgenossen als besonderes „Glanzstück“ beschrieben wurde. In der Zwischenkriegszeit hat er dem Vernehmen nach fallweise für die sozialistische Tageszeitung „Salzburger Wacht“ Ausstellungsbesprechungen verfasst. Ende 1940 wurde er zum Kriegsdienst eingezogen, von wo er Ende 1945 nach Salzburg zurückkehrte.
Im Jahr 1946 veröffentlichte er im „Salzburger Festungsverlag“ (dem Vorläufer des Residenz Verlages) den Kriminalroman „Die Maske des Gla“, von dem 1948 unter dem Titel „La máscara de Gla“ auch eine spanische Übersetzung erschienen ist.
Fritz Willy Fischer verdankt die erneute Aufmerksamkeit für sein Leben und Werk der künstlerischen Verbindung mit dem irischen Schriftsteller James Joyce, den er im Sommer 1928 in Salzburg kennengelernt hat und den er in der Folge durch eine Lithografie porträtiert hat. Im Zusammenhang mit seiner Salzburger Ausstellung bittet Fritz Willy Fischer Mitte Oktober 1932 James Joyce brieflich, die erwähnte Porträt-Lithografie, die laut Begleitbrief als das wesentliche Schaustück der Ausstellung gedacht ist, mit seiner Unterschrift zu versehen. Trotz zahlreicher Recherchen ist vorerst ungeklärt, ob Joyce Fischers Bitte entsprochen und die Lithografie unterschrieben zurückgesandt hat, ob diese am Postweg verschwunden ist, noch unerkannt in einem Joyce-Archiv ruht oder gar jene Joyce-Lithografie ist, die sich seit 1950 im Besitz des Salzburg Museums befindet und wegen ihrer Signatur Adolph Johannes Fischer zugeschrieben wird.

## Grafisches Werk (so weit bekannt)
- Sulamit (Porträt, 1930, Abbildung im "Wiener Festwochen-Katalog "Wiener Secession. Druckgraphik 1897-1972").
- Franz Karl Ginzkey (Porträt, gezeigt und besprochen im Rahmen der Salzburger Ausstellung 1932).
- James Joyce (Lithografie, am 17. Oktober 1932 James Joyce zum Signieren zugesandt).
- Andreas Latzko (Porträt, 1931 abgebildet in der Programm-Zeitschrift "Radio-Wien, gezeigt und besprochen im Rahmen der Salzburger Ausstellung 1932).[2]
- Segelflug im Gaisberggebiete (Monumentalgemälde für die Salzburger Segelflugausstellung, Pfingsten 1932)
- Mafalda (Lithografie, 1932) (befindet sich im Salzburg Museum, InvNr 1113-2003).
- Robert Mimra (Porträt, gezeigt und besprochen im Rahmen der Salzburger Ausstellung 1932).
- Exotin, Rechtsanwalt Dr. Julius Pollak, Studienköpfe (Nr. 21 und 25) (Titel einiger Lithographien, die im Dezember 1932 im Rahmen der erwähnten Salzburger Ausstellung gezeigt und in den genannten Medien besprochen wurden).
- Univ.Prof. Dr. Alois Mager, Universität Salzburg (Porträtzeichnung 1933).
- Salzburg – Zwergerlgarten mit Pavillon (unten links signiert: F. W. Fischer, Öl auf Sperrholzplatte, ca. 50 × 58 cm) Am 11. Oktober 2012 vom Dorotheum zur Auktion angeboten[3]

## Schriftstellerisches Werk
- Fritz Willy Fischer: Die Maske des Gla. Salzburg. Festungsverlag, 1946. 186. Seiten.
- Fritz Willy Fischer: La máscara de Gla. Novela terrorífica. Traducción de Manuel Scholz. Barcelona. Ed. Reguera. 1948. 63 Seiten.